# Max van Egmond
Max van Egmond (Semarang, Indonèsia, 1 de febrer de 1936) és un baix-baríton neerlandès que ha destacat en el camp del lied i, en especial, en la interpretació de les obres vocals de Bach. Fou un dels pioners en la interpretació de música barroca amb criteris històrics.
Estudià al Conservatori d'Amsterdam i guanyà diversos premis en concursos internacionals prestigiosos com els de Hertogenbosch, Brussel·les (1959) i Múnic (1964). Començà la seva carrera com a solista l'any 1954 a la Passió segons Sant Mateu de Bach a Naarden i, posteriorment, com a cantant de concerts i recitals per tot Europa i Amèrica del Nord i del Sud; destacà, també, en interpretacions operístiques, principalment a Holanda. La seva afinitat amb la música barroca, en particular la de Bach, i el domini d'una tècnica vocal esplèndida es reflecteix en els seus enregistraments, sobretot les passions i cantates de Bach – la integral sota la direcció de Nikolaus Harnoncourt i Gustav Leonhardt, publicada per Teldec entre 1971 i 1989 – i les grans obres de Monteverdi, Lully i Handel. La seva veu càlida, el timbre suau i una dicció excel·lent han lluït en les interpretacions dels conjunts de cançons de Schumann i Fauré i, molt en especial, en els grans cicles de Schubert. Dedicà part del seu temps i activitat a la docència, fou professor de cant al Conservatori d'Amsterdam, des de l'any 1972 fins a la seva jubilació el 1995; impartí, també, classes als EUA, en concret a l'Institut de música barroca d'Oberlin (Ohio), i ha donat classes magistrals a ciutats d'arreu. La seva llarga i exitosa carrera professional ha estat recompensada amb nombrosos premis i guardons, entre els quals destaca el “Premi de la Reina Beatriu dels Països Baixos”.